# آخرین استارک‌ها
«آخرین استارک‌ها» (به انگلیسی: The Last of the Starks) چهارمین قسمت از فصل هشتم مجموعه تلویزیونی بازی تاج‌وتخت و به‌طور کلی هفتاد و یکمین قسمت پخش شده از این مجموعه است. این قسمت توسط دیوید بنیاف و دی. بی. وایس نوشته شد و توسط دیوید ناتر کارگردانی شد و در تاریخ ۵ مه ۲۰۱۹ از شبکه تلویزیونی اچ‌بی‌او به نمایش درآمد. مدت زمان این قسمت ۷۸ دقیقه است.
«آخرین استارک‌ها» پس از نبرد با ارتش مرگان را نشان می‌دهد که دنریس تارگرین، جان اسنو و نیروهایشان به مصاف سرسی لنیستر رفته‌اند.